# Taam Ja'
Le trou bleu de Taam Ja' est un gouffre sous-marin situé dans la baie de Chetumal, à l'angle sud-est de la péninsule du Yucatán. Son nom signifie eau profonde en maya. Avec une profondeur de plus de 420 m, c'est le trou bleu connu le plus profond.
Il a été découvert vers 2003 par un plongeur local qui suivait un mérou entré dans sa bouche. Le trou a été oublié jusqu'à ce que le fils de ce pêcheur commence à travailler avec l'universitaire marin Juan Carlos Alcérreca-Huerta qui effectuant des sondages de profondeur est surpris par les résultats,.
L'embouchure du trou est presque circulaire, avec un grand axe mesurant 151,8 m, orienté à environ 10,76 degrés dans le sens des aiguilles d'une montre à partir du nord.